# Oscar Temaru

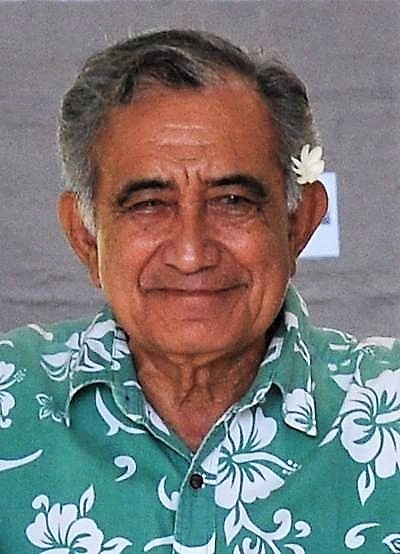
Oscar Temaru, 2015

Oscar Temaru (* 1. November 1944 in Faa’a, Tahiti) ist ein französischer Politiker aus Tahiti, der sich für eine größere Unabhängigkeit Polynesiens einsetzt. Er war mehrfach Präsident Französisch-Polynesiens.

## Leben
Der auf Tahiti geborene Temaru wuchs in armen Verhältnissen auf und wurde mit 17 Jahren für den Algerienkrieg eingezogen. Er kehrte nach Tahiti zurück und gründete die Partei Tavini Huira'atira, die für eine größere Unabhängigkeit Polynesiens und gegen die französischen Atomwaffenversuche kämpfte. 2004 wurde er erstmals zum Präsidenten Französisch-Polynesiens gewählt. Er wurde bislang 5 Mal gewählt, seine letzte Amtszeit endete am 17. Mai 2013.
Amtszeiten als Präsident von Französisch-Polynesien
- 14. Juni 2004 – 23. Oktober 2004
- 3. März 2005 – 26. Dezember 2006
- 13. September 2007 – 23. Februar 2008
- 12. Februar 2009 – 25. November 2009
- 1. April 2011 – 17. Mai 2013